# Kinesträdsväxter
Kinesträdsväxter (Sapindaceae) är en växtfamilj med omkring 140–150 släkten med sammanlagt mellan 1 400 och 2 000 arter. De är träd, buskar, örter och lianer och finns i tempererade till tropiska områden över hela världen. Många har mjölkig växtsaft och innehåller svagt giftiga saponiner (ämnen med tvålliknande egenskaper) i bladen eller fröna. I familjen ingår många ekonomiskt värdefulla tropiska frukter såsom litchi, guarana och aki.
De små blommorna är enkönade, eller fungerar enkönat. I det senare fallet har honblommorna ståndare som inte fungerar. Blommorna sitter oftast i blomställningar och det är vanligt att honblommorna sitter i blomställningens bas och hanblommorna ytterst. Antalet foderblad och kronblad är fem, ibland fyra. Hos vissa arter saknas kronblad. Ståndarna är vanligen åtta och sitter i två ringar med fyra i varje. Antalet kan dock vara mellan fyra och tio, någon gång fler. Frukterna kan vara av många olika slag såsom kapslar, nötter, bär eller stenfrukter. 

## Systematik
Släktena från tempererade områden var tidigare uppdelade i familjerna lönnväxter (Aceraceae) med lönnsläktet (Acer) och Dipteronia samt hästkastanjeväxter (Hippocastanaceae) med hästkastanjesläktet (Aesculus), Billia och Handeliodendron. Efter genetiska analyser har dessa släkten numera placerats i kinesträdsväxterna (till exempel erkänt av Angiosperm Phylogeny Group (APG)). Trots att Aceraceae och Hippocastanaceae är monofyletiska grupper är deras relation till släktet Xanthoceras i Sapindaceae inte helt klarlagd varför monofyli bäst upprätthålls genom att behandla dem alla som familjen Sapindaceae.